# Bernard Anton
Pour les articles homonymes, voir Anton.
Bernard Anton est un écrivain, enseignant retraité et thérapeute québécois né en 1961.

## Biographie
Bernard Anton vit et travaille au Québec depuis 1978,. Après des études en art dramatique, en pédagogie et en sciences des religions, il a obtenu une maîtrise en littérature française en 1986, puis a complété en 2005 un doctorat en sciences des religions à l'Université de Montréal,. Il a une cinquantaine de titres publiés à ce jour, notamment de la poésie et des essais qui abordent des thèmes variés avec une approche humaniste,.
Il écrit aussi des contes, du slam et d'autres formes littéraires telles que le théâtre, les nouvelles, le roman, et participe à de nombreuses activités publiques (conférences, expositions, colloques),.
Il a enseigné le français durant trente-cinq ans et se consacre également à l'écriture de plusieurs ouvrages sur la spiritualité et les démarches thérapeutiques. En 2016, il publie Oser le Biopardon qui propose une méthode pour atteindre un mieux-être personnel,.
Bernard Anton s'intéresse de plus à la question environnementale, comme en témoignent certains de ses livres, et devient, en 2008, vice-président du Parti vert du Québec et du Canada dans le comté de Prévost, dans la région des Laurentides où il habite. Il s'intéresse également aux problèmes de justice sociale, à la fois dans ses publications et dans ses actions citoyennes,.
L'un de ses récents livres, un recueil de haïkus, se penche sur la guerre en Ukraine déclenchée en février 2022. 

## Œuvres

### Poésie
- Fêlures d’un temps I, Montréal, éd. Louise Courteau, 1987.  (ISBN 2-89239-056-7)
- Fêlures d’un temps II, Montréal, éd. Louise Courteau, 1988 (Préface de Gaston Miron).  (ISBN 2-89239-071-0)
- Fragments arbitraires, poésie, Laval, éd. Trois, 1989.  (ISBN 2-920887-11-4)
- Harpe de noces, Québec, éd. Anne Sigier, 1991.  (ISBN 2-89129-165-4)
- Sous son regard lumineux, Québec, éd. Anne Sigier, 1991.  (ISBN 2-89129-166-2)
- À  une absence, Montréal, éd. Humanitas, 1992 (Préface de Jean Ethier-Blais).  (ISBN 2-89396-061-8)
- Seulement Dieu, Montréal, éd. Jésus Marie et notre temps, 1993 (Préface de Maurice Cadoret).  (ISBN 2-920990-04-7)
- Écroulement de la terre et des vivants, Montréal, éd. Humanitas, 1994.  (ISBN 2-89396-097-9)
- Sublimes élévations, Montréal, éd. Humanitas, 1995.  (ISBN 2-89396-110-X)
- Celle dont le Cœur est faîte d’Amour, Montréal, éd. Humanitas, 1996.  (ISBN 2-89396-127-4)
- Paraboles pour remonter à la source, Montréal, Collection Foi et Vie, 2000.  (ISBN 2-9806850-1-1)
- Bienheureuses Plaies, poésie, Montréal, Collection Foi et Vie, 2001.  (ISBN 2-9806850-6-2)
- Plus vraie que lumière, poésie, Montréal, Collection Foi et Vie, 2001.  (ISBN 2-9806850-7-0)
- Témoins des Plaies, poésie, Montréal, Collection Foi et Vie, 2001.  (ISBN 2-9806850-8-9)
- Quinze regards sur l’Enfant de Bethléem, poésie, Montréal, Collection Foi et Vie, 2003.  (ISBN 2-922958-00-0)
- Du côté de l’infini, poésie, Montréal, éd. Humanitas, 2003.  (ISBN 2-89396-239-4)
- Laurentïdes suivi de Automnales, Montréal, éd. Humanitas, 2004.  (ISBN 2-89396-251-3)
- Beauté perforée, poèmes, éd. L'Harmattan, Paris, 2007.  (ISBN 978-2-296-03530-0)
- Tango rouge, poèmes, éditions L'Harmattan, Paris, 100 p., 2010.  (ISBN 978-2-296-13343-3)
- La nacre des mots, poésie, éditions Marcel Broquet, Québec, 2018, 70 p.  (ISBN 978-2-89726-335-5)
- Lauriers pour l'Ukraine, poèmes, éditions Les Impliqués, Paris, 2022, 66 p.  (ISBN 978-2-38417-306-8)
- Célébrades, poèmes, éditions Les Impliqués, Paris, 2021, 74 p.  (ISBN 978-2-343-23113-6)
- Montagnes de cendres, haïkus et tankas, Paris, éditions Les Impliqués, 2020, 90 pages.  (ISBN 978-2-343-20676-9)

### Essais
- Pécheurs demandés, Montréal, Collection Foi et Vie, 2000.  (ISBN 2-9806850-9-7)
- Magnifiques invocations, Montréal, Collection Foi et Vie, 2000.  (ISBN 2-9806850-4-6)
- Hommage à Brigitte Fauchoux, Prévost, éd. Humanitas, 2007.
- Plaidoyer pour la Terre et les Vivants, Québec, Marcel Broquet éditeur, 2009, 288 p.  (ISBN 978-2923715-03-2)
- Living Earth, traduction Julie Van Themsche, M.A., éditions WestBow, Indiana, États-Unis, 2011, 105 p.  (ISBN 978-1-4497-1780-3)
- Extase cosmique. Tantrisme : art d'être, de vivre, d'aimer., Québec, Marcel Broquet éditeur, 2011, 164 p.  (ISBN 978-2-89726-001-9)
- Osez le BiopardonMD, Québec, éditions Marcel Broquet, 2016, 425 pages.  (ISBN 978-2-923860-83-1)

### Contes
- Les anémones, conte poétique, Montréal, éd. Humanitas, 1991.  (ISBN 2-89396-025-1)
- Mémoires de ciels et de vents, éd. Humanitas, Montréal, 2005.  (ISBN 2-89396-261-0)

### Romans
- Lettre à poster, roman épistolaire, éditions Les Impliqués, Paris, 2019, 161 p.  (ISBN 978-2-343-17133-3)

### Slam
- Slams de l'Âme, Paris, éditions l'Harmattan, 2008, 85 p., livre-CD.  (ISBN 978-2-296-06152-1)
- Slams polygames, Paris, éditions l'Harmattan, 2010, 112 p., livre-CD. (Préface de Pierre Cadieu).  (ISBN 978-2-296-11175-2)
- Délires de Macadam, Paris, éditions l'Harmattan, 2013, 180 p.  (ISBN 978-2-343-01480-7)
- Désordres et survivances, Paris, éditions l'Harmattan, 2014, 120 p.  (ISBN 978-2-343-04405-7)

### Théâtre
- Ombres de ruines, Montréal, éd. Humanitas, 1993.  (ISBN 2-89396-073-1)
- Déconfiture des escobars, Paris, éd. Les Impliqués, 2023 (préface de Nathalie Boisvert; illustrations de Béatrice Favereau).  (ISBN 978-2-38541-706-2)
- Textos ardents, éd. Kindle, 2024  (ISBN 978-2-9820848-0-3)

### Autres
- L'Amour total, Montréal, éd. Jésus Marie et notre temps, 1993.  (ISBN 2-920990-03-9)
- Vous avez tout avec mes Plaies, méditations, Montréal, Collection Foi et Vie, 2000.  (ISBN 2-9806850-5-4)
- Manuels pédagogiques (13 Cahiers d'apprentissage et leurs Corrigés), éditions Guérin, Montréal, 2010.
- Grammaire en fête (3 volumes et leurs Corrigés), éditions Guérin, Montréal, 2010.
- Dictées en fête, éditions Guérin, Montréal, 2019. 202 p.  (ISBN 9-782760-176393)
- Tant que Vie nous habite, nouvelles littéraires, éditions Marcel Broquet, Québec, 2020, 223 p.  (ISBN 978-2-89726-440-6)
- La muse, nouvelles et récits, éditions Les Impliqués, Paris, 2022, 163 p.  (ISBN 978-2-38417-605-2)

## Prix et honneurs
- 2009 : Mention d'Excellence au Salon du livre de Montréal pour Plaidoyer pour la Terre et les Vivants, essai sur l'environnement.